# Ermesende
Ermesende (em castelhano: Hermisende) é um município raiano da Espanha na província de Zamora, comunidade autónoma de Castela e Leão, de área 109,05 km² com população de 350 habitantes (2007) e densidade populacional de 3,51 hab/km². Pertence à comarca galegofalante das Portelas.
Pertenceu a Portugal, até 1640, tal como as aldeias vizinhas de San Ciprián (São Cibrão) e La Tejera (Teixeira). Chamava-se até aí Ermesende, apesar da validade do Tratado de Alcanizes celebrado entre D. Dinis, Rei de Portugal e D. Fernando IV de Castela, no estabelecimento das fronteiras terrestres entre os dois países penínsulares, o certo é que Ermesende nunca veio a ser restituída. 
Apesar do desentendimento entre Portugal e Espanha sobre a questão de Ermesende, o tema não tem provocado atrito nas relações entre os dois países ibéricos. Por volta de 1668, o concelho por momentos ainda com o nome Ermesende, foi passado ao Império Espanhol, pelo Tratado de Lisboa ( 1668 ) , onde a independência de Portugal da União Ibérica é reconhecida e garantida, finalizando a Guerra de Restauração ( 1640-1668 ) , mas com isso, os territórios inicialmente conquistados pelos portugueses de Ermesende, na fronteira ao norte e Ceuta, no norte de África foram cedidos aos espanhóis. 
Mesmo com eventos históricos que possam comprovar alguma integridade da região em Portugal ou Espanha, o antigo concelho português já era historicamente disputado diplomaticamente pelos dois lados, recentemente, estes eventos que envolveram Ermesende cometeram uma disputa de níveis muito diminuídos, alguns reconhecem e definem esta disputa como '' A Disputa de Ermesende " (português) ou '' La disputa de Hermisende '' (espanhol/castelhano)  .
Neste concelho, situa-se um dos contrafortes do Penedo dos Três Reinos, que, outrora, marcava a fronteira entre os Reinos de Portugal, Leão e Galiza.

## Demografia
| Variação demográfica do município entre 1991 e 2004 | Variação demográfica do município entre 1991 e 2004 | Variação demográfica do município entre 1991 e 2004 | Variação demográfica do município entre 1991 e 2004 |
| --------------------------------------------------- | --------------------------------------------------- | --------------------------------------------------- | --------------------------------------------------- |
| 1991                                                | 1996                                                | 2001                                                | 2004                                                |
| 530                                                 | 482                                                 | 408                                                 | 383                                                 |